# Comuna Hoghilag, Sibiu
Hoghilag (în maghiar: Holdvilág, în germană: Holwelagen) este o comună în județul Sibiu, Transilvania, România, formată din satele Hoghilag (reședința), Prod și Valchid.

## Demografie
Componența etnică a comunei Hoghilag
     Români (52%)
     Romi (32,36%)
     Maghiari (1,37%)
     Alte etnii (0,61%)
     Necunoscută (13,66%)
Componența confesională a comunei Hoghilag
     Ortodocși (80,12%)
     Penticostali (2,54%)
     Alte religii (2,64%)
     Necunoscută (14,7%)
Conform recensământului efectuat în 2021, populația comunei Hoghilag se ridică la 2.123 de locuitori, în scădere față de recensământul anterior din 2011, când fuseseră înregistrați 2.172 de locuitori. Majoritatea locuitorilor sunt români (52%), cu minorități de romi (32,36%) și maghiari (1,37%), iar pentru 13,66% nu se cunoaște apartenența etnică. Din punct de vedere confesional, majoritatea locuitorilor sunt ortodocși (80,12%), cu o minoritate de penticostali (2,54%), iar pentru 14,7% nu se cunoaște apartenența confesională.

## Politică și administrație
Comuna Hoghilag este administrată de un primar și un consiliu local compus din 11 consilieri. Primarul, Nicolae Lazăr[*], de la Partidul Social Democrat, este în funcție din 2016. Începând cu alegerile locale din 2024, consiliul local are următoarea componență pe partide politice:
|  | Partid                          | Consilieri | Componența Consiliului | Componența Consiliului | Componența Consiliului | Componența Consiliului | Componența Consiliului | Componența Consiliului | Componența Consiliului | Componența Consiliului | Componența Consiliului |
|  | ------------------------------- | ---------- | ---------------------- | ---------------------- | ---------------------- | ---------------------- | ---------------------- | ---------------------- | ---------------------- | ---------------------- | ---------------------- |
|  | Partidul Social Democrat        | 9          |                        |                        |                        |                        |                        |                        |                        |                        |                        |
|  | Alianța pentru Unirea Românilor | 1          |                        |                        |                        |                        |                        |                        |                        |                        |                        |
|  | Partidul Național Liberal       | 1          |                        |                        |                        |                        |                        |                        |                        |                        |                        |

## Atracții turistice
- Biserica Evanghelică din satul Hoghilag
- Biserica Evanghelică din satul Prod
- Biserica Evanghelică fortificată din satul Valchid, construcție secolul al XIV-lea
- Biserica Ortodoxă "Sfinții Arhangheli" din satul Valchid

## Primarii comunei
- 1996[7] - 2000 - Puică Vasile-Cornel, de la USD
- 2000[8] - 2004 - Giurgiu Eugen, de la PNL
- 2004[9] - 2008 - Puică Vasile-Cornel, de la PD
- 2008[10] - 2012 - Puică Vasile Cornel, de la PDL
- 2012[11] - 2016 - Vasile Cornel Puică, de la PDL
- 2016[12] - 2020 - Lazăr Nicolae, de la PSD

## Vezi și
- Biserica evanghelică din Hoghilag
- Biserica evanghelică din Prod
- Pădurile de stejar pufos de pe Târnava Mare (sit de importanță comunitară inclus în rețeaua europeană Natura 2000 în România).
- Podișul Hârtibaciului (arie de protecție specială avifaunistică)
- Sighișoara - Târnava Mare (sit de importanță comunitară)